# Kijevo (Horvátország)
Kijevo (olaszul: Chievo) falu és község Horvátországban Šibenik-Knin megyében.

## Fekvése
Knintől légvonalban 15, közúton 23 km-re délkeletre, Dalmácia északi-középső részén, a Dinara- és a Svilaja-hegység közötti termékeny völgyben fekszik. Rajta halad át a Zágrábot Splittel összeköti 1-es számú főútvonal. Közelében található a Cetina-folyó forrása.

## Története
A mai Kijevo területén fekvő Glacica környékén az ókorban egy nagyobb illír település központja volt, mely magában foglalta a Cetina jobb partján Šušnjartól a Sivo-hegyig és északon Uništéig terjedő területet. Miután a rómaiak meghódították az illír területeket ezek központjait municípiumokká építették ki, melyek egyike a mai Kijevo volt. Ezt a rangját a település egészen a 6. századig, az avar hódításig megtartotta, ám ekkor Dalmácia többi részével együtt az avarok és a velük szövetséges pogány szlávok elpusztították. A 6. század végén az itt letelepült szlávok a bizánciakkal szövetkezve elűzték az avarokat és a 7. század elejére létrehozták saját, törzsi és nemzetségi alapokon nyugvó közigazgatási rendszerüket, a későbbi horvát állam alapjait. Létrejöttek a zsupánságok, melyekről az első írásos adat 777-ből származik. Kijevo ekkor a livanji zsupánság része volt. Az utolsó horvát király Svačić Péter 1097-es Gvozd-hegységbeli veresége után a horvát területek a magyar királyok uralma alá kerültek. 1185-ben a spliti egyházi szinódus dokumentumában említik először a knini püspökséghez tartozó vrhnikai egyházközséget, mely a cetinai egyházközség szétválása után jött létre. Az ősi Vrhnika a mai Cetina falu helyén állt és Kijevo ennek az egyházközségnek a része volt.
Kijevo első írásos említése 1315-ben "Chie" néven történt egy jegyzői okiratban. A település 1522-ben a közeli Glavaš várával együtt török uralom alá került. Az 1604-es defter szerint a Klisszai szandzsákba, a Vrhnikai náhijébe tartozó, saját kenézzel rendelkező Kijevo egyike volt a nagyobb falvaknak. A települést 1688-ban a Velencei Köztársaság seregei átmenetileg felszabadították a törög iga alól, de az 1699-es karlócai béke Kozjak váránál húzta meg a hódoltság határát, ami azt jelentette, hogy a Cetina völgyének nagyobbik része Kijevóval együtt török kézen maradt. A település csak az 1718-as pozsareváci békével szabadult fel végleg és a Kninben székelő velencei katonai parancsnokság igazgatása alá került. 1797-ben a Velencei Köztársaság megszűnésével a Habsburg Birodalom része lett. 1806-ban Napóleon csapatai foglalták el és 1813-ig francia uralom alatt állt. Napóleon bukása után ismét Habsburg uralom következett, mely az első világháború végéig tartott. A világháborúban az osztrák-magyar hadseregben szolgáló 35 kijevói lakos halt hősi halált, akiknek tiszteletére a temetőben emlékkeresztet állítottak.
A községnek 1857-ben 1276, 1910-ben 2125 lakosa volt. Az első világháború után előbb a Szerb-Horvát-Szlovén Királyság, majd Jugoszlávia része lett. A kijevói férfiak nagy része hagyományosan állattenyésztéssel, földműveléssel, kőművességgel, kőfaragással, bognármesterséggel foglalkozott. Az 1930-as évektől azonban már sokan jártak dolgozni a solinai és a kašteli cementgyárba is, ahol kapcsolatba kerültek a munkásmozgalommal és a kommunista eszmékkel. 1942 tavaszán jugoszláv partizánok gyújtották fel az akkor a Független Horvát Államhoz tartozó horvát települést. A lakosság nagy része a Szerémségbe és Szlavóniába menekült. 1943. január 27-én szerb szabadcsapatok támadtak a falura és az itt maradtak közül 45 lakost gyilkoltak meg. Jure Šimunović ferences atya kutatásai szerint második világháborúban 217 kijevói és 54 uništai horvát lakos esett el, vagy gyilkoltak meg, de a pontos szám ma sem ismert teljesen.
Az 1960-as évektől nagy számú lakosság vándorolt ki a jobb megélhetés reményében. A délszláv háború idején 1991-ben szerb felkelők és a JNA csapatai szállták meg és a Krajinai Szerb Köztársasághoz csatolták. A falu védői augusztus 18-án ultimátumot kaptak, majd augusztus 26-án és 27-én a JNA erői támadásba lendültek. A védők Drniš irányába húzódtak vissza, a szerbek pedig a falut az ott maradtakkal együtt elpusztították. A horvát hadsereg 1995 augusztusában a Vihar hadművelet során foglalta vissza a települést, melyet teljesen újjá kellett építeni. A községnek 2011-ben 417 lakosa volt.

## Lakosság
| Lakosság változása | Lakosság változása | Lakosság változása | Lakosság változása | Lakosság változása | Lakosság változása | Lakosság változása | Lakosság változása | Lakosság változása | Lakosság változása | Lakosság változása | Lakosság változása | Lakosság változása | Lakosság változása | Lakosság változása | Lakosság változása |
| ------------------ | ------------------ | ------------------ | ------------------ | ------------------ | ------------------ | ------------------ | ------------------ | ------------------ | ------------------ | ------------------ | ------------------ | ------------------ | ------------------ | ------------------ | ------------------ |
| 1857               | 1869               | 1880               | 1890               | 1900               | 1910               | 1921               | 1931               | 1948               | 1953               | 1961               | 1971               | 1981               | 1991               | 2001               | 2011               |
| 1.276              | 1.230              | 1.279              | 1.499              | 1.836              | 2.125              | 2.125              | 2.707              | 1.741              | 1.830              | 1.853              | 1.736              | 1.341              | 1.261              | 533                | 417                |

## Nevezetességei
- A község területén a 19. és 20. században végzett régészeti kutatások során számos lelet került elő, ezeket a Knin városi múzeumban, a Spliti régészeti múzeumban, a sinji ferences kolostor régészeti gyűjteményében, a sinji Cetina múzeumban és a Zágrábi régészeti múzeumban őrzik. Főbb régészeti lelőhelyei:
  - Történelem előtti erődített település maradványai a Sv. Mihovil-hegyen.[5]
  - Ókori település maradványai a Krstača nevű határrészen.[5][6]
  - Glavaš 15. századi várának romjai[7] az azonos nevű településrész felett a Dinári-hegység lejtőjén.[5] A vár egy időben a horvát bánok székhelye, 1430 és 1437 között a Frangepánok birtoka volt. 1454-ben rövid ideig a velenceiek birtokolták. Bosznia meghódítása után itt vezetett át a Dalmáciába menő török út.[8]
- Cetinai Szent Megváltó templom és a körülötte fekvő ősi temető. A templom eredetileg a 9. században épült és a Megváltó Krisztus tiszteletére szentelték, amelyet az oltár előépítménybe faragott felirat is megerősít. A nép csak Sveti Spas néven emlegeti. A templom körül mintegy 1100 sírt tártak fel, köztük itt tárták fel a legtöbb ószláv sírt. Mintegy 700 különböző formájú sírjel is fennmaradt, de több közülük időközben megsemmisült. Többet a Cetina két hídjába (a Pločasti- és Vukovića-híd) építettek be.[5]
- A 14. századi Szent Márk ferences kolostor maradványai Cetinán a Vukovića vrela nevű részen, mely helyet a nép csak Nugonak nevez.[5]
- Mihály arkangyal tiszteletére szentelt római katolikus plébániatemploma a 13. század elején épült a Gradina nevű magaslaton. A templomot temető övezte. 1709-ben átépítették, mely után Cupilli spliti érsek szentelte fel újra. Ez a templom idővel teljesen romos állapotba került. 1930-ban hosszas előkészületek után láttak hozzá a helyiek a régi helyén az új, monumentális kéttornyú Szent Mihály templom építésének. A háromhajós, 31 méter hosszúságú templom négy év alatt nagy költséggel és a helyiek nagy áldozatvállalásából az ókeresztény bazilikák stílusában kőből épült fel. A II. világháború idején a szerb felkelők lerombolták. A háború után 1948-49-ben részben kijavították, majd 1959- és 1963 között felépítettek egy új harangtornyot is. Ezután történt meg a belső térnek az új liturgikus előírások szerinti rendbetétele. A templom körül fal épült. 1991-ben a JNA erői és a szerb felkelők újra lerombolták. Előbb a hadsereg légiereje bombázta és tankokból lőtték, majd a romos épületet 1993. január 19-én aláaknázták és felrobbantották. Az épületből csak néhány oszlop maradt. A háború után 2000. július 16-án immár negyedszer látott hozzá a falu népe temploma építéséhez, melyben a környék lakossága is nagy segítséget nyújtott.[9] Egy év elteltével 2001. július 16-án már fel is szentelték az új templomot. A helyi kőtömbökből épített háromhajós épületet két sor elegáns oszlopsor díszíti. A homlokzat felett emelkedik a két harangtorony benne négy haranggal. A főoltár mögötti apszisban az új bronz feszület A. Starčević akadémiai szobrászművész munkája. A jobb oldali mellékhajó oltára a Kármelhegyi Boldogasszony, a bal oldali pedig Szent Mihály tiszteletére van szentelve.[8]
- A plébánia mellett a 19. században építették a Szent Katalin kápolnát. A kápolna Szent Katalin képe az ismert festőművész Celestin Medović alkotása volt, melyet az I. világháború idején helyeztek el benne. A II. világháború során a szerb támadók lerombolták. A háború után az eszéki kijevóiak áldozatának köszönhetően elsőnek újulhatott meg a falu szakrális építményei közül.[9] Felszentelése 1996. április 29-én történt.[8]
- Az út menti Rózsafüzér Királynője fogadalmi kápolnát Mijo Kotaraš atya építtette a saját költségén 1897-ben. A délszláv háború idején a szerb szabadcsapatok a faluval együtt teljesen lerombolták. 1999-ben Stanko Gojević építtette újjá.[9]
- Az uništei Szent József templomot Mijo Kotaraš atya építtette 1898-ban. A délszláv háború idején a szerb szabadcsapatok ezt is teljesen lerombolták. Azóta egy kőhalom áll a helyén.[9]
- Kijevo határában több barlang is található, melyek közül néhányban őskori régészeti leletek is előkerültek:
  - A Velika Ćulumova-barlang 450 méteres magasságban található, 1200 méterrel Ercegovci településrész utolsó házaitól a Krivodol-vízmosáson át. A 36 méter hosszúságú barlang az egyik legszebb Közép-Dalmáciában, bővelkedik sztalagmtokban, sztalagtitokban, cseppkőoszlopokban és a legkülönbözőbb cseppkőképződményekben. A barlangban több denevértelep található. Bejáratától mintegy 100 méterre található a kisebb Mala Ćulumova-barlang bejárata.[10]
  - Kozjačka- (Kranjska) barlang a Kozjak északi lejtőjén, 860 méter magasságban található. Bejárata Anići településrészről Batrića Dolacán és az Orlovača lejtőjéről folyó vízmosáson át, gyertyán- és bükkerdőn át vezető ösvényen közelíthető meg. Falazott bejárata arra enged következtetni, hogy egykor védelmi célokat is szolgálhatott. Azt elrekesztve a bejárat nehezen volt hozzáférhető, ugyanakkor kiváló stratégiai fekvése volt. A barlang 58 méter hosszú 3 teremmel, melyek az Ovčja, Golublja és Šišmiševa nevet viselik. Egykor emberek lakták, erről cseréptöredékek tanúskodnak. A helyiek elbeszélése szerint szénégető működött benne, de emberi csontmaradványok is kerültek elő itt.[10]
  - A Rudelić-barlang Kijevo délkeleti részén, a Cetina-mezőtől északnyugatra található. Megközelítése Vrlikából Civljanán át Vukovići településrészig, vagy a Napóleoni úton Vukovićiig, majd innen 250 méterre északkeletre a kettős bejáratig lehetséges. A bejárat egy természetes amfiteátrum nyugati részén 400 méteres magasságban van. A helyiek Vukelić-barlangnak nevezik, de ismert Kostić-barlang néven is. A Rudelić-barlang egy barlangrendszer, amelynek egy 97 méteres mellékága és egy 1155 méteres főaga van külön bejáratokkal. A főág az északi és keleti részén föld alatti tavakban végződik. A bejáratnál egykori védőfal maradványai láthatók, melyek valószínűleg a török elleni védelmet szolgálták. A barlang elöl fekvő részén bronzkori cseréptöredékeket találtak. Élővilágát kisebb rákok, bogarak, csigafélék, denevérek képezik.[10]
  - A Kotluša-barlang a Kijevoi karsztmező északkeleti részén található. Megközelíthető Civljane településrész felől a Cetina forrása felé haladva Zrilići településig, majd onnan 300 méterre a Kotluša-forrás felett nyílik a bejárata. A barlang máig feltárt szakasza 2015 méter, de a bejárattól 180 méterre máris egy szifon állja az utunkat. Az első és a második, nagyobb szifon között már szélesebb a járat. Itt szokatlan jelenség tűnik fel, a sziklák itt ott feketébe, sötét barnába hajló elszíneződése a jelentős talajerózió munkájának jelei. A barlang első részében cseréptöredékek és emberi csontmaradványok kerültek elő. Az elemzés során a töredékeket bronzkorinak határozták meg. Az élővilág kutatása során egy új csigafajt fedeztek fel, mely a Lanzaia kotlusae nevet kapta.[10]
  - A Gospodska-barlang Vrlička, Cetinska vagy Gotinjska néven is ismert. A Kijevoi karsztmező északkeleti részén a Cetina forrásától 650 méterre északra, 430 méteres magasságban található. Bejáratához a forrástól ösvény vezet. A barlang két részből, a felső és az alsó részből áll. Teljes feltárt hosszúsága 2800 méter. A felső ág vízszintesen északi irányban terjed ki. Ez a rész gazdag cseppkődíszekben, melyek különösen a bejárathoz közel elfeketedtek. Az alsó ág északi és déli részből áll. Ide a felső részből 17 méter hosszú meredek járat vezet. Északi és déli része is két szifonban végződik. A barlangban talált kőszerszámok és cseréptöredékek igazolják, hogy már a neolitikum óta éltek itt emberek. A barlang Labirintus nevű részében barlangi medve (Ursus spelaeus) csontjai is előkerültek. Faunájának kutatása során 1976-ban egy új barlangi bogárfajt is regisztráltak itt.[10]

## Kultúra
A község kulturális és művészeti egyesülete a KUD „Dinara” 1999-ben alakult 93 taggal. A 45 aktív tag közül 20 gyerek. Számos fellépésük volt már Šibenik-Knin megye területén és a szomszédos megyékben is.

## Sport
- A "Hrvatsko planinarsko društvo Sinjal 1831" a község hegymászó egyesülete 1999-ben alakult. Az egyesület hegyi túrákat szervez a helyi és ide látogató turisták számára. Glavaš településrészen turistaházat tartanak fenn. "Martinova košara" csoportjuk rendszeresen járja a környék turista ösvényeit.
- 2004-ben alakult meg a község bowling egyesülete a Boćarski klub „KIJEVO"